# ساسشا دوم
ساسشا دوم (بالألمانية: Sascha Dum)‏ (3 يوليو 1986 بليفركوزن في ألمانيا - ) هو لاعب كرة قدم ألماني في مركز الدفاع. شارك مع منتخب ألمانيا تحت 19 سنة لكرة القدم ومنتخب ألمانيا تحت 20 سنة لكرة القدم ومنتخب ألمانيا تحت 21 سنة لكرة القدم. أما مع النوادي، فقد لعب مع ألمانيا آخن وإنيرجي كوتبوس وباير 04 ليفركوزن وفورتونا دوسلدورف ونادي دويسبورغ وBayer 04 Leverkusen II ‏ وأم أس في دويسبورغ II ‏ وشالكه 04 ب.

## وصلات خارجية
- ساسشا دوم على موقع قاعدة بيانات كرة القدم.إي يو (الإنجليزية)
- ساسشا دوم على موقع بيانات كرة القدم. دي إي (الألمانية)
- ساسشا دوم على موقع Soccerway.com (الإنجليزية)
- ساسشا دوم على موقع عالم كرة القدم.نت (الإنجليزية)